# 新薩凡納 (喬治亞州)
新薩凡納（英語：New Savannah）是位於美國喬治亞州里奇蒙縣的一個鬼鎮。由於此地已於19世紀被荒廢，本地已無人居住。

## 地理
新薩凡納的座標為33°22′21″N 81°56′45″W / 33.37250°N 81.94583°W，而該地的平均海拔高度為15米（即49英尺）。